# غوردون بيرغ
غوردون بيرغ (بالإنجليزية: Gordon Berg)‏ هو سياسي أمريكي، ولد في 29 مايو 1927، وتوفي في 25 مايو 2013. حزبياً، نشط في الحزب الديمقراطي. وقد انتخب عضو مجلس نواب داكوتا الشمالية.